# Adel Karam
Adel Karam (Beiroet, 20 augustus 1972) is een Libanees acteur een komediespeler.
Zijn tv-series worden uitgezonden op de Libanese televisiezenders MTV en The Future. Een van de bekendste komedieseries in het Midden-Oosten waarin hij in speelt is Mafe Metlo. Hij speelt er samen met Abbas Chahine. De film Sukkar banat, waarin hij de hoofdrol speelt is, uitgezonden op het Filmfestival van Cannes in 2007.
- Bibliothèque nationale de France: cb17759460h (data)
- Gemeinsame Normdatei: 1180523946
- International Standard Name Identifier: 0000 0001 0748 0180
- Library of Congress Control Number: no2010182291
- Nationale Bibliotheek van Israël: 987007409238305171
- Système universitaire de documentation: 229652212
- Virtual International Authority File: 160060701
- WorldCat: E39PBJtMqdh9CcT78X8CWXg7pP